# Триметилсилиловый эфир трихлоруксусной кислоты
Триметилсилиловый эфир трихлоруксусной кислоты (триметилсилилтрихлорацетат) — органическое вещество, производное трихлоруксусной кислоты. Применяется в органическом синтезе как трихлорметилирующий реагент.

## Получение
Препаративным методом синтеза триметилсилилтрихлорацетата является силилирование трихлоруксусной кислоты гексаметилдисилоксаном в присутствии каталитических количеств серной кислоты.
{\displaystyle {\mathsf {Cl_{3}CCOOH+Me_{3}SiOSiMe_{3}{\xrightarrow[{}]{H_{2}SO_{4}}}Cl_{3}CCOOSiMe_{3}}}}
Более удобный метод заключается в реакции трихлорацетата натрия с триметилхлорсиланом в присутствии 18-краун-6.
{\displaystyle {\mathsf {Cl_{3}CCOONa+Me_{3}SiCl{\xrightarrow[{}]{\text{18-краун-6}}}Cl_{3}CCOOSiMe_{3}}}}

## Химические свойства

### Присоединение к карбонильным соединениям
Триметилсилиловый эфир трихлоруксусной кислоты даёт продукты присоединения с альдегидами и кетонами. Это его свойство используется для синтеза рацемической кислоты Мошера: реагент присоединяют к 2,2,2-трифторацетофенону, после чего метанольным раствором гидроксида калия одновременно удаляют силильную защиту, превращают спирт в метиловый эфир и гидролизуют трихлорметильную группу.
{\displaystyle {\mathsf {RCHO+Cl_{3}CCOOSiMe_{3}{\xrightarrow[{}]{K_{2}CO_{3}}}RCH(OH)CCl_{3}}}}
В присутствии фторида калия удаление силильной группы происходит прямо в ходе реакции, и трихлорметильные аддукты получаются с высоким выходом.

### Генерирование дихлоркарбена
При нагревании до 67 °С в присутствии каталитических количеств триэтиламина триметилсилиловый эфир трихлоруксусной кислоты декарбоксилируется и превращается в триметил(трихлорметил)силан. Последний в условиях вакуумного флэш-пиролиза служит удобным источникам дихлоркарбена.
{\displaystyle {\mathsf {Cl_{3}CCOOSiMe_{3}{\xrightarrow[{}]{Et_{3}N}}Me_{3}SiCCl_{3}}}}

### Триметилсилилирование
В присутствии карбоната калия триметилсилиловый эфир трихлоруксусной кислоты триметилсилилирует амины, спирты, тиолы, амиды и терминальные алкины. Удобство реакции заключается в том, что в качестве побочных продуктов образуются лишь хлороформ и углекислый газ.
{\displaystyle {\mathsf {RNH_{2}+Cl_{3}CCOOSiMe_{3}{\xrightarrow[{}]{K_{2}CO_{3}}}RNHSiMe_{3}}}}